# Свен Туува
«Свен Туува» — финский исторический художественный фильм 1958 года, снятый режиссёром Эдвином Лайне по мотивам произведения Йохана Людвига Рунеберга.
Премьера фильма состоялась 19 декабря 1958 года.
Фильм участвовал в конкурсной программе 9-го Берлинского международного кинофестиваля.

## Сюжет
Действие фильма происходит во время Русско-шведской войны (1808—1809) и повествует о сыне старого сержанта Свене Тууве, который желает вступить в армию, горя желанием отличиться и это ему удаётся. В конце фильма Свен совершает подвиг в сражении при Иденсальми и после гибели получает воинские почести.

## В ролях
- Вейкко Синисало	— Свен
- Эдвин Лайне — отец Свена, старый сержант Туува
- Фанни Халонен — мать Свена
- Салме Карпинен — Карина
- Лейф Вагер — Сандельс, фельдмаршал
- Кауко Хеловирта — Дункер, капитан
- Мирьям Новеро — госпожа Дункер
- Аарне Лайне — Йорн, егерь
- Левин Кууранне — Густав IV Адольф, шведский король
- Томми Ринне — Спец, егерь
- Тармо Манни  — лейтенант
- Мартти Катайисто — придворный
- Эса Саарио — егерь
- Олави Туоми — охранник королевского дворца